# Ascostratum
Ascostratum — рід грибів. Назва вперше опублікована 1912 року.

## Класифікація
До роду Ascostratum відносять 2 види:
- Ascostratum cainii
- Ascostratum insigne